# Lovingston
Lovingston ist ein US-amerikanischer Census-designated place im Nelson County und Verwaltungssitz desselben im Bundesstaat Virginia. Sie ist Teil des Charlottesville Metropolitan Statistical Area. Das U.S. Census Bureau hat bei der Volkszählung 2020 eine Einwohnerzahl von 503 ermittelt.

## Geschichte
Die Gemeinde wurde 1807 gegründet und 1809 mit dem Bau des Gerichtsgebäudes Verwaltungssitz des Nelson County. Die ursprünglich 30 Acres große Parzelle wurde der Gemeinde von der Familie Loving bereitgestellt.
Lovingston war eine der Gemeinden, welche 1969 von Sturzfluten durch den Hurricane Camille stark getroffen wurde. Rund 83 cm (33 in) Niederschlag im Zeitraum von fünf Stunden sind nieder gegangen, tags zuvor noch 12,7 cm (5 in) im Zeitraum einer halben Stunde. 207 Gebäude wurden zerstört, 70 weitere beschädigt sowie 153 Menschen getötet.

## Politik
Lovingston wurde in 1871 eine Independent City und wurde in 1938 als gemeindefreies Gebiet wieder in den Nelson County integriert. Seit der Gründung des County ist sie der zweite Verwaltungssitz nach Colleen, welches vor der Herauslösung aus dem Amherst County dessen Verwaltungssitz war.